# روبرت باترسون ب.
روبرت ب. باترسون (بالإنجليزية: Robert P. Patterson) (و. 1891 – 1952 م) هو محام، وقاض من الولايات المتحدة الأمريكية ولد في غلينز فولز، ومدينة نيويورك.

## التعليم
تعلم في كلية هارفارد للحقوق.